# アド・アストラ (語句)

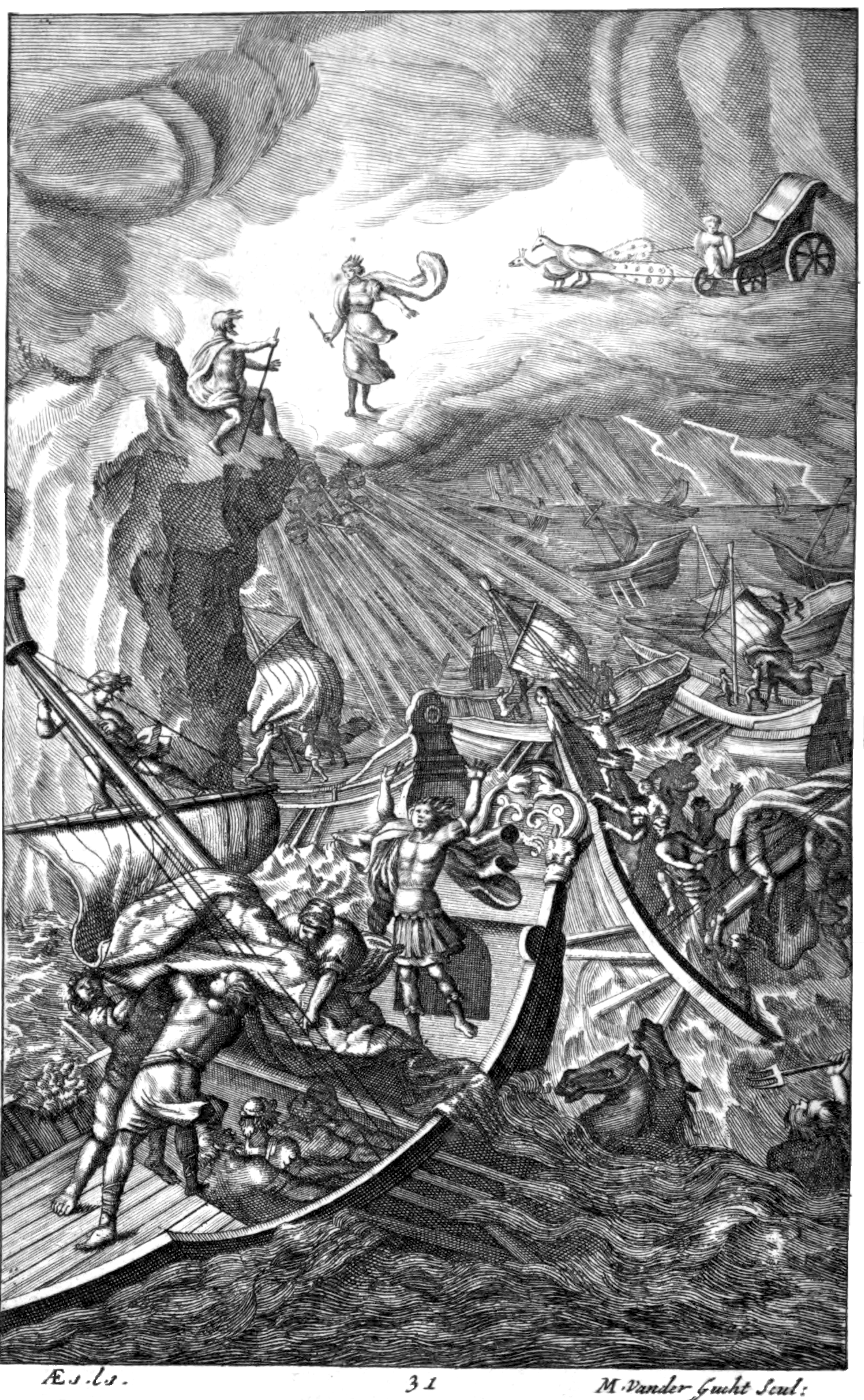
ジョン・ドライデン訳『ウェルギリウス作品集』（1709年）の挿絵より

アド・アストラ（Ad Astra）は、ラテン語で「星々へ」を意味する語句。ウェルギリウスの叙事詩アエネーイスに由来し、その文中には「sic itur ad astra」（シーク・イートゥル・アド・アストラ、こうして（人は）星々へ行く）と書かれている。
もう一つ起源とされる説があり、セネカの著作、狂えるヘルクレスの一文「non est ad astra mollis e terris via（ノーン・エスト・アド・アストラ・モッリス・エー・テッリース・ウィア、地球上から星々に至るまでの安易な道はない）がそれにあたる。